# Klaus Freund
Klaus Freund (* 1938 in Leipzig) ist ein ehemaliger deutscher Radrennfahrer und nationaler Meister im Radsport.

## Sportliche Laufbahn
Freund war Spezialist für Kurzstreckenrennen auf der Bahn, bestritt aber auch Straßenrennen. Er war in der DDR aktiv. 1958 und 1959 gewann er die DDR-Meisterschaft im Tandemrennen mit Erich Mähne. Freund startete zunächst für den SC Rotation Leipzig, später für den SC Dynamo Berlin und beendete seine Laufbahn in der BSG Post Berlin.